# Usolsky (huyện của Irkursk)
Huyện Usolsky (tiếng Nga: ? райо́н) là một huyện hành chính tự quản (raion), của Tỉnh Irkutsk, Nga. Huyện có diện tích 6137 km², dân số thời điểm ngày 1 tháng 1 năm 2000 là 56500 người. Trung tâm của huyện đóng ở Usol'e-Sibirskoe.